# Gymnarrheneae
Gymnarrheneae Panero & V.a. Funk, 2009 è una tribù di piante angiosperme dicotiledoni appartenenti alla famiglia delle Asteraceae. Gymnarrheneae è anche l'unica tribù della sottofamiglia Gymnarrhenoideae Panero & V.a. Funk, 2002

## Descrizione

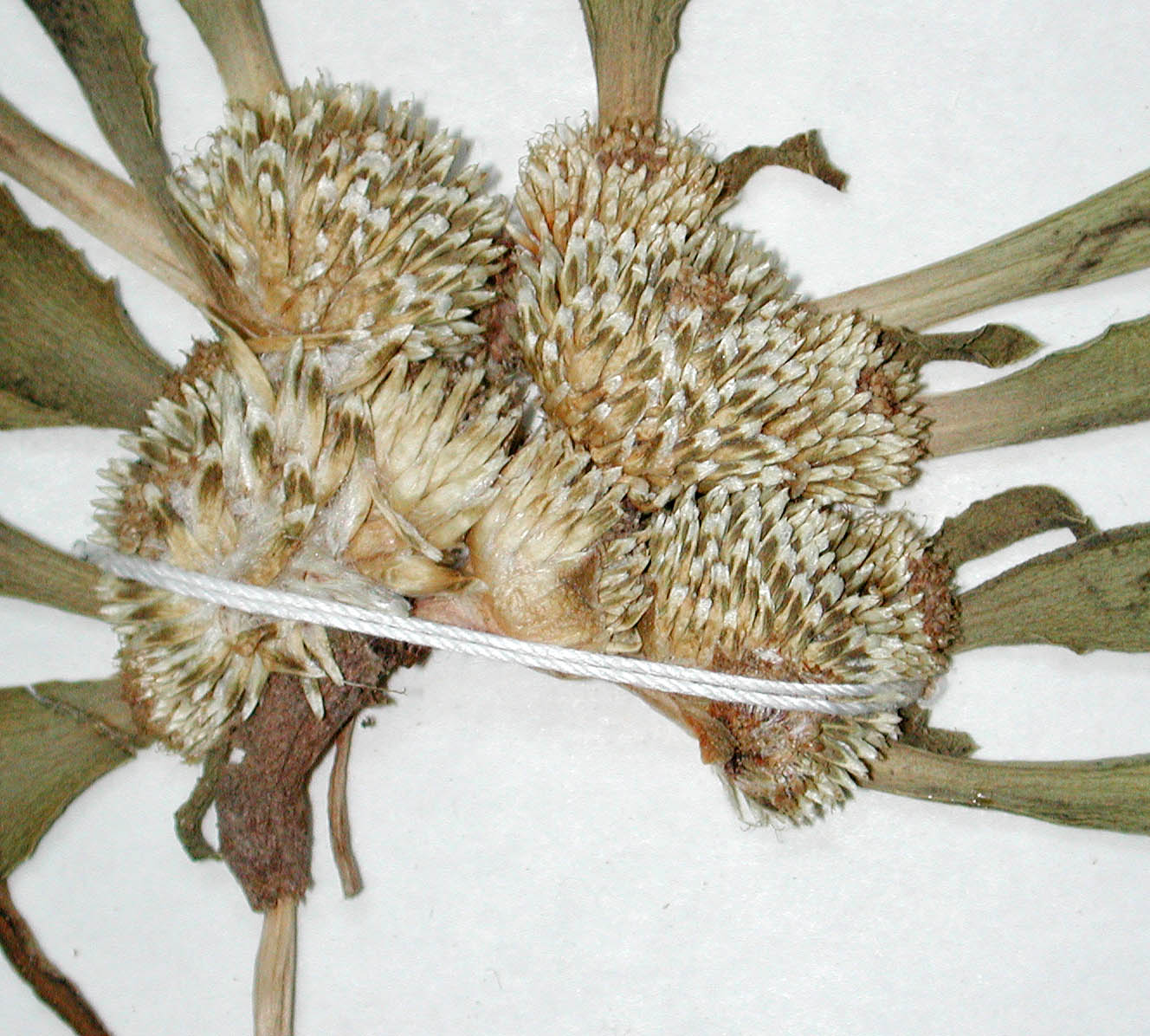
Infiorescenza
(Gymnarrhena micrantha)

Le piante di questa tribù, abbastanza atipiche, sono delle erbacea perenne. Sono presenti specie anficarpiche, cioè che producono infiorescenze sia aeree che sotterranee, sia dioiche e/o monoiche.
Le foglie sono sia sessili che picciolate; le forme variano da strettamente lanceolata a ovato-lanceolate.
Le infiorescenze sono composte da capolini di vari tipi: sotterranei e subaerei (Cavea), eterogami e disciformi oppure omogami e unisessuali (Gymnarrhena). I capolini sono formati da un involucro a forma più o meno cilindrica composto da diverse brattee disposte su più serie in modo embricato e scalato all'interno delle quali un ricettacolo fa da base ai fiori.
I fiori sono ermafroditi, tetraciclici (calice – corolla – androceo – gineceo) e pentameri. I fiori si dividono in maschili (staminali) e femminili (pistillati e fertili).
- Formula fiorale:

- /x K {\displaystyle \infty }, [C (5), A (5)], G 2 (infero), achenio

- Calice: i sepali del calice sono ridotti o quasi inesistenti (il calice consiste in una minuta coroncina).
- Corolla: le corolle hanno delle forme da tubolari strette a campanulate.
- Androceo: gli stami sono 5 con filamenti liberi e glabri e antere corte e calcarate sono saldate; sono prive di code, mentre il collare dell'antera è poco sviluppato.
- Gineceo: l'ovario è infero uniloculare formato da 2 carpelli; lo stilo è uno con rami (gli stigmi) divergenti oppure indivisi.

### Frutti
Il frutto è un achenio con pappo.

## Biologia
- Impollinazione: l'impollinazione avviene tramite insetti (impollinazione entomogama tramite farfalle diurne e notturne).
- Riproduzione: la fecondazione avviene fondamentalmente tramite l'impollinazione dei fiori (vedi sopra).
- Dispersione: i semi (gli acheni) cadendo a terra sono successivamente dispersi soprattutto da insetti tipo formiche (disseminazione mirmecoria). I frutti delle parti aeree presentano un pappo che ne facilita la dispersione per mezzo del vento.[9]

## Distribuzione e habitat
Dall'Africa all'Asia.

## Tassonomia
La famiglia di appartenenza di questa voce (Asteraceae o Compositae, nomen conservandum) probabilmente originaria del Sud America, è la più numerosa del mondo vegetale, comprende oltre 23.000 specie distribuite su 1.535 generi, oppure 22.750 specie e 1.530 generi secondo altre fonti (una delle checklist più aggiornata elenca fino a 1.679 generi). La famiglia attualmente (2021) è divisa in 16 sottofamiglie.

### Filogenesi
La tribù di questa voce appartiene alla sottofamiglia Gymnarrhenoideae. Questa assegnazione è stata fatta solo ultimamente in base ad analisi di tipo filogenetico sul DNA delle piante del genere. In precedenza, anche se alcuni caratteri delle specie di questo gruppo le accomunavano al gruppo delle Carduoide o alle Cichorioideae, erano descritte all'interno delle saussuree o posizionate vicino alle Inuleae; in altre occasioni erano definite come "incertae sedis" tra i generi della tribù Cardueae.
La monofilia di questo gruppo è fortemente sostenuta anche se da un punto di vista morfologico le affinità sono scarse. Una importante sinapomorfia potrebbe essere la tendenza, di queste specie, al dioicismo.

### Composizione della tribù
La tribù Gymnarrheneae è formata da due generi monotipo con 2 specie:
| Genere                        | N. specie                                                         | Distribuzione                |
| ----------------------------- | ----------------------------------------------------------------- | ---------------------------- |
| Gymnarrhena Desf., 1818       | Una specie: Gymnarrhena micrantha Desf., 1818                     | Nord Africa e Medio Oriente. |
| Cavea W.W.Sm. & J.Small, 1917 | Una specie: Cavea tanguensis (J.R.Drumm.) W.W.Sm. & J.Small, 1917 | Asia (centrale e orientale)  |